# Vela nos Jogos Olímpicos de Verão de 1976 - 470
As provas da classe 470 da vela nos Jogos Olímpicos de Verão de 1976 ocorreram entre 31 de julho e 8 de agosto daquele ano no Lago Ontário, no Canadá. O programa compunha sete regatas. Para esta classe, houve 56 velejadores de 28 nações inscritas.

## Medalhistas
A dupla alemã Frank Hübner e Harro Bode finalizou a competição em primeiro lugar, conquistando a medalha de ouro. A prata firmou-se com os espanhóis Antonio Gorostegui e Pedro Millet. Por fim, a medalha de bronze ficou com Ian Brown e Ian Ruff, da Austrália.
|  | FRG Alemanha Ocidental  |  | ESP Espanha                     |  | AUS Austrália      |
|  | Frank Hübner Harro Bode |  | Antonio Gorostegui Pedro Millet |  | Ian Brown Ian Ruff |

## Resultados
Estes foram os resultados da competição:
| Pos.              | Velejadores                                    | Regata I | Regata I | Regata II | Regata II | Regata III | Regata III | Regata IV | Regata IV | Regata V | Regata V | Regata VI | Regata VI | Regata VII | Regata VII | Total de pontos | Total -1 |
| Pos.              | Velejadores                                    | Pos.     | Pts.     | Pos.      | Pts.      | Pos.       | Pts.       | Pos.      | Pts.      | Pos.     | Pts.     | Pos.      | Pts.      | Pos.       | Pts.       | Total de pontos | Total -1 |
| ----------------- | ---------------------------------------------- | -------- | -------- | --------- | --------- | ---------- | ---------- | --------- | --------- | -------- | -------- | --------- | --------- | ---------- | ---------- | --------------- | -------- |
| Medalha de ouro   | FRG Frank Hübner e Harro Bode                  | 1        | 0.0      | 6         | 11.7      | 13         | 19.0       | 6         | 11.7      | 1        | 0.0      | YMP       | 29.0      | 1          | 0.0        | 71.4            | 42.4     |
| Medalha de prata  | ESP Antonio Gorostegui e Pedro Millet          | 4        | 8.0      | 8         | 14.0      | 2          | 3.0        | 5         | 10.0      | 3        | 5.7      | 7         | 13.0      | 5          | 10.0       | 63.7            | 49.7     |
| Medalha de bronze | AUS Ian Brown e Ian Ruff                       | 12       | 18.0     | 4         | 8.0       | 4          | 8.0        | 17        | 23.0      | 9        | 15.0     | 1         | 0.0       | 4          | 8.0        | 80.0            | 57.0     |
| 4                 | URS Viktor Potapov e Aleksandr Potapov         | 2        | 3.0      | 2         | 3.0       | 15         | 21.0       | 10        | 16.0      | 4        | 8.0      | 4         | 8.0       | 13         | 19.0       | 78.0            | 57.0     |
| 5                 | NZL Mark Paterson e Brett Bennett              | 3        | 5.7      | PMS       | 37.0      | 10         | 16.0       | 2         | 3.0       | 5        | 10.0     | 2         | 3.0       | 16         | 22.0       | 96.7            | 59.7     |
| 6                 | GBR Philip Crebbin e Derek Clark               | 17       | 23.0     | DSQ       | 37.0      | 1          | 0.0        | 3         | 5.7       | 19       | 25.0     | 5         | 10.0      | 3          | 5.7        | 106.4           | 69.4     |
| 7                 | SUI Jean-Claude Vuithier Sr. e Laurent Quellet | 13       | 19.0     | 15        | 21.0      | 6          | 11.7       | 16        | 22.0      | 2        | 3.0      | 8         | 14.0      | 2          | 3.0        | 93.7            | 71.7     |
| 8                 | FRA Marc Laurent e Roger Surmin                | 9        | 15.0     | 3         | 5.7       | 7          | 13.0       | 18        | 24.0      | 6        | 11.7     | 12        | 18.0      | 10         | 16.0       | 103.4           | 79.4     |
| 9                 | USA Robert Whitehurst e Tom Whitehurst         | 11       | 17.0     | RET       | 34.0      | 5          | 10.0       | 1         | 0.0       | 16       | 22.0     | 16        | 22.0      | 12         | 18.0       | 123.0           | 89.0     |
| 10                | JPN Kazunori Komatsu e Mitsushi Kuroda         | 14       | 20.0     | 10        | 16.0      | 12         | 18.0       | 11        | 17.0      | 8        | 14.0     | 13        | 19.0      | 6          | 11.7       | 115.7           | 95.7     |
| 11                | BRA Marco Paradeda e Luiz Aydos                | 5        | 10.0     | 12        | 18.0      | 8          | 14.0       | 8         | 14.0      | 10       | 16.0     | 18        | 24.0      | 21         | 27.0       | 123.0           | 96.0     |
| 12                | DEN Lars Lønberg e Dan Ibsen Sørensen          | 7        | 13.0     | 5         | 10.0      | 22         | 28.0       | 20        | 26.0      | 22       | 28.0     | 3         | 5.7       | 11         | 17.0       | 127.7           | 99.7     |
| 13                | NED Joop van Werkhoven e Robert van Werkhoven  | 6        | 11.7     | 13        | 19.0      | 11         | 17.0       | 7         | 13.0      | 26       | 32.0     | 10        | 16.0      | 19         | 25.0       | 133.7           | 101.7    |
| 14                | ITA Roberto Vencato e Roberto Sponza           | 10       | 16.0     | 1         | 0.0       | 21         | 27.0       | 14        | 20.0      | 20       | 26.0     | 14        | 20.0      | 14         | 20.0       | 129.0           | 102.0    |
| 15                | NOR Morten Jensen e Hans Petter Jensen         | 16       | 22.0     | 7         | 13.0      | 24         | 30.0       | 27        | 33.0      | 7        | 13.0     | 6         | 11.7      | 7          | 13.0       | 135.7           | 102.7    |
| 16                | CAN Colin Park e Jay Cross                     | 20       | 26.0     | RET       | 34.0      | 3          | 5.7        | 4         | 8.0       | 25       | 31.0     | 19        | 25.0      | 8          | 14.0       | 143.7           | 109.7    |
| 17                | BER Eugene Simmons e Larry Lindo               | 15       | 21.0     | 9         | 15.0      | 23         | 29.0       | 22        | 28.0      | 14       | 20.0     | 11        | 17.0      | 9          | 15.0       | 145.0           | 116.0    |
| 18                | FIN Mikko Brummer e Rudi Biaudet               | 21       | 27.0     | 11        | 17.0      | 16         | 22.0       | 15        | 21.0      | 24       | 30.0     | 9         | 15.0      | 18         | 24.0       | 156.0           | 126.0    |
| 19                | BEL Peter Winters e Carl Winters               | 19       | 25.0     | 17        | 23.0      | 19         | 25.0       | 13        | 19.0      | 13       | 19.0     | 15        | 21.0      | 15         | 21.0       | 153.0           | 128.0    |
| 20                | SWE Olle Johansson e Lars Johansson            | 8        | 14.0     | DSQ       | 37.0      | 25         | 31.0       | 12        | 18.0      | 17       | 23.0     | 17        | 23.0      | 17         | 23.0       | 169.0           | 132.0    |
| 21                | POR Joaquim Ramada e Francisco Mourão          | 18       | 24.0     | 18        | 24.0      | 14         | 20.0       | 9         | 15.0      | RET      | 34.0     | 22        | 28.0      | 20         | 26.0       | 171.0           | 137.0    |
| 22                | COL Andras de Lisocky e Beatriz de Lisocky     | 22       | 28.0     | 16        | 22.0      | 9          | 15.0       | 19        | 25.0      | 21       | 27.0     | 24        | 30.0      | RET        | 34.0       | 181.0           | 147.0    |
| 23                | IRL Robert Dix e Peter Dix                     | 23       | 29.0     | 14        | 20.0      | 27         | 33.0       | 21        | 27.0      | 15       | 21.0     | 20        | 26.0      | 23         | 29.0       | 185.0           | 152.0    |
| 24                | THA Santi Thamasucharit e Damrong Sirisakorn   | 25       | 31.0     | 21        | 27.0      | 20         | 26.0       | 23        | 29.0      | 12       | 18.0     | 26        | 32.0      | 26         | 32.0       | 195.0           | 163.0    |
| 25                | PUR Miguel Casellas e José Benítez             | 27       | 33.0     | 19        | 25.0      | 26         | 32.0       | 26        | 32.0      | 11       | 17.0     | 23        | 29.0      | 25         | 31.0       | 199.0           | 166.0    |
| 26                | GUA Juan Maegli e Jorge Springmühl             | 26       | 32.0     | 22        | 28.0      | 17         | 23.0       | 24        | 30.0      | 23       | 29.0     | DNF       | 34.0      | 24         | 30.0       | 206.0           | 172.0    |
| 27                | GRE Dimitrios Gerontaris e Antonios Bonas      | 24       | 30.0     | 20        | 26.0      | 28         | 34.0       | 25        | 31.0      | 27       | 33.0     | 21        | 27.0      | 22         | 28.0       | 209.0           | 175.0    |
| 28                | CAY Gerry Kirkconnell e Peter Milburn          | 28       | 34.0     | 23        | 29.0      | 18         | 24.0       | PMS       | 37.0      | 18       | 24.0     | 25        | 31.0      | DNF        | 34.0       | 213.0           | 176.0    |

### Classificação diária

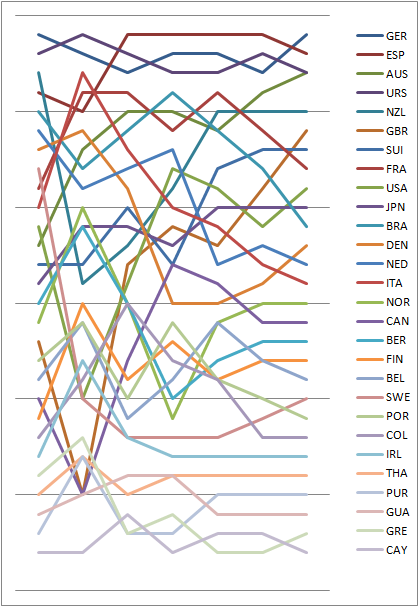
Gráfico mostrando a classificação diária na classe.